# Потік ключа
Потік ключа (англ. keystream) — потік випадкових або псевдовипадкових символів, що поєднуються з відкритим текстом повідомлення для утворення шифротексту.
«Символами» в потоці можуть бути біти, байти, числа або букви подібні до A-Z залежно від випадку використання.
Зазвичай кожен символ потоку ключа додається, віднімається або XOR-иться з символом відкритого тексту.
Потік ключа використовується в шифрі Вернама і в більшості потокових шифрів. блочні шифри можна використати для отримання потоку ключа. Наприклад, Режим CTR утворює потік ключа, перетворюючи блочний шифр на потоковий.